# Swiss Payments Council
Der Swiss Payments Council (SPC) ist das Koordinierungsgremium der Schweizer Kreditinstitute für den Zahlungsverkehr und die Einführung des Europäischen Zahlungsraumes.
Träger dieses Governance-Gremiums des Finanzplatzes Schweiz für den Zahlungsverkehr ist der Verwaltungsrat der Swiss Interbank Clearing AG. Die Organisation identifiziert und priorisiert Themen im Zusammenhang mit Giralgeld-Zahlungen in allen Ausprägungen, die für den Finanzplatz Schweiz auf nationaler und internationaler Ebene von Bedeutung sind. Sein Wirkungsbereich erstreckt sich auch auf Standardisierungsarbeiten (Entwicklung, Einführung, Anpassung oder Abschaffung von Standardisierungen). In diesem Umfeld ist er befugt, Richtlinien zur Umsetzung notwendiger Massnahmen zu erlassen. Ferner nimmt der SPC Einfluss auf andere Schweizer Zahlungsverkehrsgremien, auf deren Struktur, Arbeitsinhalte und Leitlinien.